# 河上幸恵のモーニングコール
『河上幸恵のモーニングコール』（かわかみゆきえのモーニングコール）は2019年4月より2022年3月まで放送していた、神戸市出身・在住のボーカリスト・河上幸恵によるラジオのモノローグ番組である。
この項目では、2022年4月より2025年3月まで放送していた『河上幸恵のゆる～くふわっと魔法の時間』（かわかみゆきえのゆるーくふわっとまほうのじかん）と、2025年4月より放送している『河上幸恵の宇宙の法則』（かわかみゆきえのうちゅうのほうそく）についても触れる。

## 概要
河上は1980年代にアイドルの登竜門といわれた『スター誕生!』に出場し、第36代目グランドチャンピオンに輝き、歌手・女優として活動していたが、わずか4年で公から姿を消し、その後は地元・神戸に戻り、結婚式の司会者などのフリーアナウンサー的な活動を行っていた。そして2019年に歌手として神戸を中心とした関西での活動を再開することをきっかけに、ラジオ番組を立ち上げた。
番組は、その時々の季節の話題や河上との親交が深い同期生のアイドルなどの交遊録（不定期でそれにまつわる関係者がスタジオゲスト、あるいはコメントテープを寄せることもある）を、河上が選曲した「お目覚めの一曲」と称した音楽（30分枠になってからは2－3曲放送されることが増えた。主に洋楽のイージーリスニングや、河上の楽曲が中心であるが、河上がアイドル時代だった1980年代の邦楽が放送されることもまれにある）を交えて展開する。また毎月1回程度（カレンダーにより2回になる場合もある）は、「教えて!須磨パティオ」と題して、番組のスポンサーである商店街・須磨パティオ専門店街に参加するテナントの方を迎えて、暮らしにまつわる様々な疑問を解決するミニコーナーがある。
2022年3月をもって早朝番組としてはいったん終了し、4月1日から毎週金曜日17:35-17:50に「須磨パティオpresents　河上幸恵のゆる～くふわっと魔法の時間」にリニューアルして放送。2023年4月からは木曜日早朝6時-6:15に再び戻っている。2024年度は放送時間こそ変更されないが、早朝5:30-6:45生放送の音楽ワイド番組『モーニングサンシャイン』のフロート番組（1コーナー）となった。2025年4月からは「河上幸恵の宇宙の法則のタイトルで毎月第3日曜日24:00-24-30の月1回30分放送となっている。

## 過去に出演したゲスト
- 並木良和（2022年12月） - 電話インタビュー（前後編）
- お神セブン（2023年9月） - コメントテープとして
- 山咲トオル（2023年9-10月） - 電話インタビュー（前後編）
- TARA（2023年10月） - スタジオ出演（前後編）
- 桑田靖子（2024年2月） - 電話インタビュー（前後編）
- ダマ奈津子（2024年5月） - 電話インタビュー
- 紐解き屋KATSUMI
  - （2024年6月） - 電話インタビュー
  - （2024年7月） - スタジオ出演（4回通し　電話インタビューの時の反響が大きかったため、河上の希望もあり、番組初となる1ヶ月通してのスタジオゲストに登場することになった）
- 木野内美里（きのうみ・みり。チョコレートバイヤー　2024年10月）- スタジオ出演（前中後編）
- 妹尾武（ピアニスト・作曲家 2024年12月） - スタジオ出演（前後編）

## 放送日時
- 2019年4月-2019年9月 - 火曜日6:00-6:15
- 2019年10月-2020年12月 - 日曜日5:35-5:50
- 2021年1月-2021年3月 - 金曜日5:15-5:30（ここまで15分番組）
- 2021年4月-2022年3月 - 木曜日6:15-6:45（ここの期間のみ30分番組）
- 2022年4月-2023年3月 - 金曜日17:35-17:50（須磨パティオpresents　河上幸恵のゆる～くふわっと魔法の時間　15分番組に復帰）
- 2023年4月-2025年3月 - 木曜日6:00-6:15（河上幸恵のゆる～くふわっと魔法の時間　早朝番組に復帰　ノースポンサー）
- 2025年4月- 現在 - 第3日曜日の翌日月曜日0:00-0:30（河上幸恵の宇宙の法則　月1回30分番組）